# 布拉明湖
53°08′15″N 12°48′09″E / 53.1375°N 12.8025°E

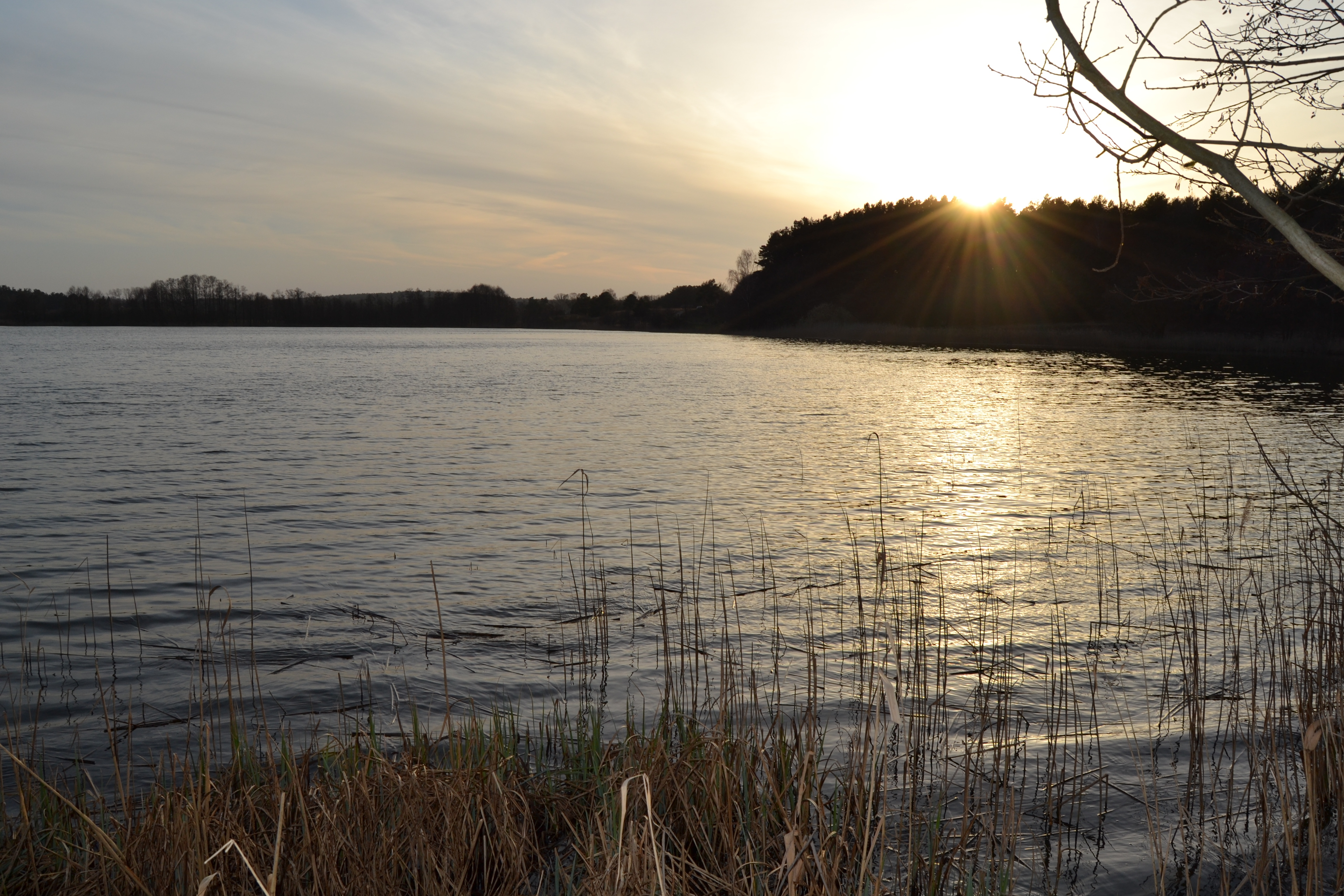

布拉明湖（德語：Braminsee），是德國的湖泊，位於該國東北部，由勃蘭登堡州負責管轄，處於東普里格尼茨-魯平縣，長1.5公里、寬0.7公里，面積0.68平方公里，海拔高度56米，最大水深2米，水體容量105萬立方米。